# Presidenti delle Province Unite della Nuova Granada
Il sistema di governo delle Province Unite della Nuova Granada era una federazione con un sistema parlamentare. Le "Province Unite" tornarono sotto il controllo spagnolo nel 1816, durante la campagna di riconquista guidata da Pablo Morillo, soprannominato "El Pacificador". Il territorio ricalcava le province che facevano parte del territorio centrale del Vicereame della Nuova Granada, quello che in precedenza era chiamato il Nuovo Regno di Granada (cioè, quelli che non appartenevano alla Capitaneria generale del Venezuela o alla Presidenza di Quito, che formarono i loro governi autonomi in quel periodo, o alla Reale Udienza di Panama, che rimase fedele alla corona spagnola).
La seguente è una lista dei presidenti delle Province Unite della Nuova Granada.

## Lista dei Presidenti delle Province Unite della Nuova Granada
Presidenti durante la Prima Repubblica (Patria Boba) o come Presidenti del Congresso delle Province Unite della Nuova Granada (1811-1816) oppure come presidenti del Supremo Consiglio di Santa Fe (1810-1811), successivamente Stato di Cundinamarca (1811-1814).
| Presidente                          | Presidente | Periodo                             | Commenti |
| ----------------------------------- | ---------- | ----------------------------------- | --- |
| José Miguel Pey (1º mandato)        |            | 25 luglio 1810 - 1º aprile 1811     | Origine del mandato: incarico. Presidente della Giunta Suprema di Santafé de Bogotà dopo le dimissioni del Viceré Amar y Borbón.                                                                            |
| Jorge Tadeo Lozano                  |            | 1º aprile 1811 - 19 settembre 1811  | Origine del mandato: eletto. Vicepresidente: José María Domínguez del Castillo. Presidente dello Stato di Cundinamarca e Vicereggente della Nuova Granada. Morì fucilato durante la Reconquista.            |
| Antonio Nariño                      |            | 19 settembre 1811 - 29 agosto 1813  | Origine del mandato: eletto dopo le dimissioni di Jorge Tadeo Lozano. Presidente dello Stato di Cundinamarca. L'eroe che passo più anni in prigione.                                                        |
| Pedro Groot y Alea (ad interim)     |            | 23 dicembre 1811 - 24 dicembre 1811 | Presidente provvisorio delle Province Unite di Nuova Granada |
| Manuel Benito de Castro             |            | 25 giugno 1812 - 5 agosto 1812      | Origine del mandato: incaricato a sostituire Nariño durante la "campagna del Sud". Presidente dello Stato di Cundinamarca.                                                                                  |
| Camilo Torres Tenorio (1º mandato)  |            | 27 ottobre 1812 - 5 ottobre 1814    | Origine del mandato: eletto. Presidente del Congresso delle Province Unite. Morì fucilato durante la Reconquista.                                                                                           |
| Manuel de Bernardo Álvarez          |            | 29 agosto 1813 - 12 dicembre 1814   | Origine del mandato: eletto. Presidente dello Stato di Cundinamarca. Alla fine del suo governp, Cundinamarca fu incorporata nelle Province Unite. Zio di Antonio Nariño. Morì fucilato durante Reconquista. |
| José María Del Castillo             |            | 5 ottobre 1814 - 21 gennaio 1815    | Origine del mandato: incarico. Presidente del Triumvirato delle Province Unite. |
| José Joaquín Camacho                |            | 5 ottobre 1814 - 21 gennaio 1815    | Origine del mandato: incarico. Membro del Triumvirato delle Province Unite. Morì fucilato durante la Reconquista.                                                                                           |
| José Fernández Madrid (1º mandato)  |            | 5 ottobre 1814 - 21 gennaio 1815    | Origine del mandato: incarico. Membro del Triumvirato delle Province Unite. |
| Custodio García Rovira (1º mandato) |            | 28 novembre 1814 - 28 marzo 1815    | Origine del mandato: eletto. Presidente del Triumvirato delle Province Unite. Morì fucilato durante la Reconquista.                                                                                         |
| José Miguel Pey (2º mandato)        |            | 28 marzo 1815 - 28 luglio 1815      | Origine del mandato: incarico. Presidente del Triumvirato delle Province Unite. |
| Manuel Rodríguez Torices            |            | 28 luglio 1815 - 17 agosto 1815     | Origine del mandato: eletto. Presidente del Triumvirato delle Province Unite. Morì fucilato durante la Reconquista.                                                                                         |
| Antonio Villavicencio               |            | 17 agosto 1815 - 15 novembre 1815   | Origine del mandato: incarico. Morì fucilato durante la Reconquista. |
| Camilo Torres Tenorio (2º mandato)  |            | 15 novembre 1815 - 22 giugno 1816   | Origine del mandato: eletto. Vicepresidente: Manuel Rodríguez Torices |
| José Fernández Madrid (2º mandato)  |            | 14 marzo 1816 - 22 giugno 1816      | Origine del mandato: incaricato dopo le dimissioni di Camilo Torres. Governò da Popayán durante la riconquista spagnola, dopo la presa di Santafé de Bogotà. Morì fucilato da quel regime.                  |
| Custodio García Rovira (2º mandato) |            | 22 giugno 1816 - 19 luglio 1816     | Origine del mandato: eletto. Governò nella provincia di Socorro durante la riconquista spagnola. Morì fucilato da quel regime.                                                                              |
| Liborio Mejía                       |            | 30 giugno 1816- 16 luglio 1816      | Origine del mandato: incarico. La persona più giovane nella storia del Paese a esercitare la presidenza. Governò da Popayán durante la riconquista spagnola.                                                |
| Fernando Serrano Uribe              |            | 16 luglio 1816- 16 settembre 1816   | Origine del mandato: eletto. Governò da Casanare durante la riconquista spagnola. |